# Lonchorhina aurita
Lonchorhina aurita é uma espécie de mamífero da família Phyllostomidae. Pode ser encontrada na América Central e na América do Sul, de Oaxaca (México) ao sul até o sudeste do Brasil, Bolívia, Peru e Equador. Também ocorre na ilha de Trinidad e Nova Providência (Bahamas).

## Descrição
Suas orelhas são longas com pontas bem pontiagudas. Possui uma grande folha nasal de até 20 mm (0,79 pol). Sua pelagem é marrom escura ou preta, enquanto os patágios são pretos. O antebraço tem 47−57 mm (1 848,15 pol). A espécie pesa entre 10−22 g (351,96 oz). Possui 34 dentes.

## Biologia e ecologia
Trata-se de espécie insetívora, embora exista um registro de um morcego desta espécie consumindo frutas. É noturna, acomodando-se em locais abrigados durante o dia. É prioritariamente relatada em cavernas, porém já foi observada em tubulações de água e outras cavidades naturais. Seus poleiros contêm de 10 a 500 indivíduos em associações chamadas colônias. Os poleiros são compartilhados com morcegos de outras espécies.

## Abrangência e habitat

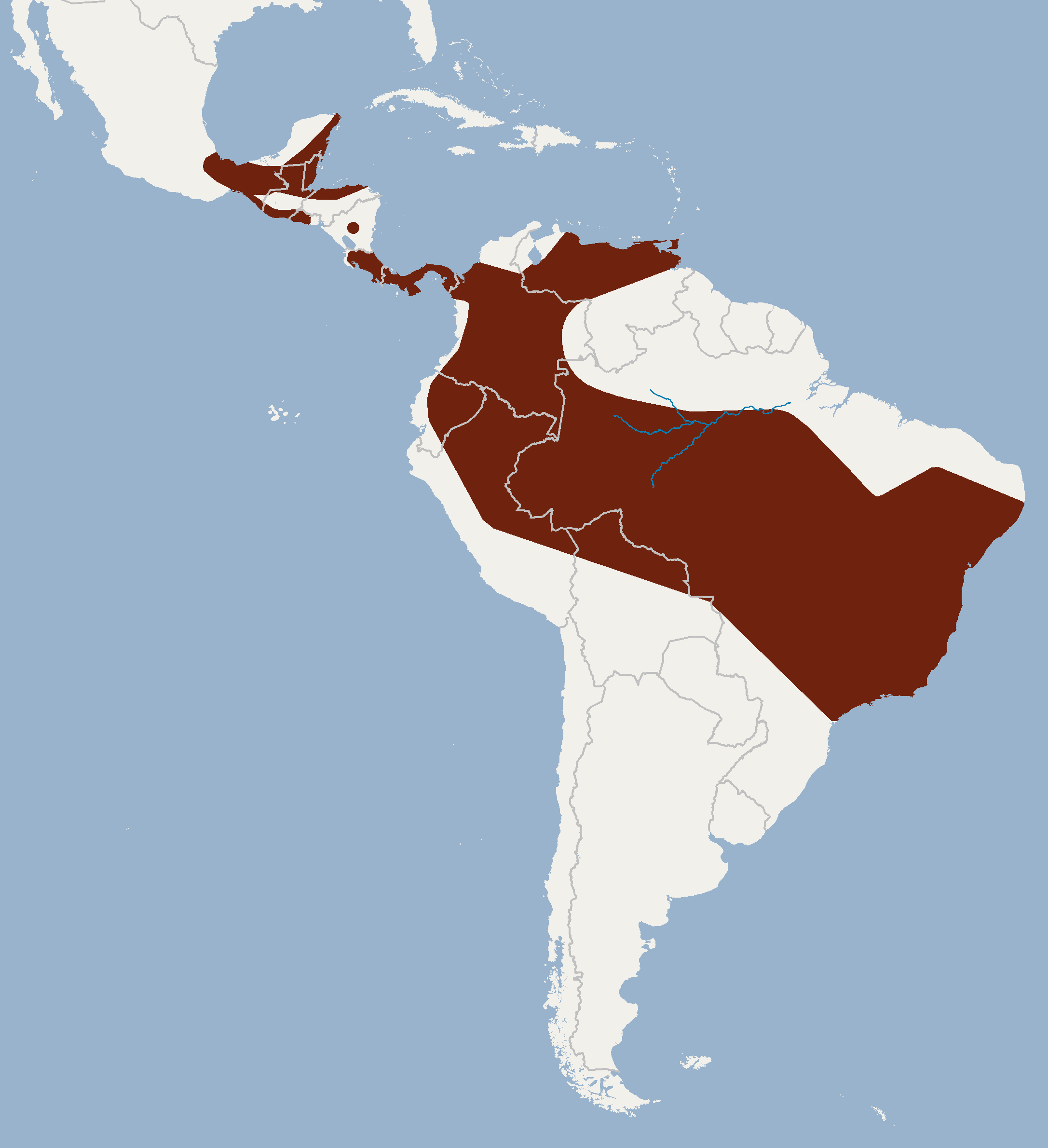

Pode ser encontrada em vários países da América Central e da América do Sul, incluindo: Belize, Bolivia, Brasil, Colômbia, Costa Rica, Ecuador, El Salvador, Guatemala, Guiana, Guiana Francesa, Honduras, México, Nicarágua, Panamá, Peru, Suriname, Trinidad e Tobago e Venezuela. Foi documentada em terras baixas e em altitudes de até 1 500 m (4 900 pé) acima do nível do mar.
Em 2006, o morcego foi redescoberto no Departamento de Santa Cruz, na Bolívia, pelos cientistas Aideé Vargas e Kathrin Barboza Marquez. Antes de sua descoberta, acreditava-se que estava extinta na Bolívia há 72 anos. Desde então, existe um Santuário Ecológico estabelecido na cidade de San Juan de Corralito, localizada na Província de Ángel Sandóval, para proteger a espécie.

## Conservação
Em 2015, foi avaliada como "espécie pouco preocupante" pela União Internacional para a Conservação da Natureza (IUCN). Tal classificação foi conferida pois se trata de espécie com uma ampla gama geográfica e é improvável que esteja registrando um rápido declínio populacional.